# Ad van Goor
Arend Roelofs (Ad) van Goor (Meppel, 11 mei 1948 - Amersfoort, 11 november 2020) was een Nederlandse bedrijfseconoom en bedrijfskundige, emeritus hoogleraar logistiek aan de Vrije Universiteit Amsterdam en managementconsultant op het gebied van distributielogistiek .

## Levensloop
Van Goor studeerde bedrijfseconomie aan de Rijksuniversiteit Groningen. Hij bleef hier nog zo'n vijftien jaar werken bij de Faculteit der Economische Wetenschappen met onderwijs en onderzoek op de vakgebieden logistiek, marketing en retailing.
Van 1986 tot 1992 was hij als hoogleraar bedrijfskunde aan de Open Universiteit te Heerlen, en gaf hier inhoud aan de vakgebieden logistiek en marketing. Vanaf 1992 tot en met 2011 is hij hoogleraar Logistiek geweest aan de Faculteit der Economische Wetenschappen en Bedrijfskunde van de Vrije Universiteit te Amsterdam. Vanaf 1998 tot 2005 was hij tevens hoogleraar Logistiek aan de Nyenrode Business Universiteit.
Sinds 1984 was hij parttime werkzaam als managementconsultant en belast met projecten op het gebied van de distributielogistiek en SCM in uiteenlopende branches; vanaf 1992 onder de eigen naam Largo B.V. te Amersfoort. Daarnaast is hij redacteur geweest van de Kennisbanken Logistiek en Supply Chain Management.
Van Goor was ook in verschillende functies actief bij de Vereniging Logistiek Management en bij de VEDIS, de Vereniging voor Distributie Economie. Hij was verder lid van de Europese Logistieke Associatie (ELA) en de Amerikaanse beroepsorganisatie Council of Supply Chain Management Professionals (CSCMP).

### Eerbewijzen
Op 26 april 2013 werd Van Goor benoemd tot Officier in de Orde van Oranje-Nassau. Op 12 november 2015 ontving hij de Persoonlijke Logistiek Prijs van de Vereniging Logistiek Management (VLM).

## Publicaties
Hij was auteur van meer dan 10 boeken en meer dan 120 artikelen. Een selectie:
- 1983. Fysieke distributie: denken in toegevoegde waarde. Alphen aan den Rijn : Samsom. (4e druk,1999)
- 1988. Logistiek, goederenstroombesturing. Met C.G. Bakker en J.W.M. van Houten. Leiden : Stenfert Kroese.
- 1993. Poly Logistiek Zakboekje. Redactie met Wim Monhemius en J.C. Wortmann. Arnhem : Koninklijke PBNA. (4e druk, 2008)
- 1994. Werken met logistiek. Samen met Hessel Visser. Houten: Stenfert Kroese. (9e druk, 2024 bij Noordhoff)
- 1997. Reverse logistics, Handboek logistiek. Redactie ism S.D.P. Flapper, C. Clement. Deventer: Kluwer.
- 2001. Van Logistiek naar Supply Chain Management
- 2003. European Distribution and Supply Chain Logistics. Met M.J. Ploos van Amstel en Walther Ploos van Amstel. Groningen : Stenfert Kroese.
- 2006. Werken met Supply Chain Management Met Caroline van der Meer (3e druk, 2019)
- 2006. Logistics: Principles & Practice. Met Hessel Visser Stenfert Kroese.
- 2007. Beginnen met Logistiek. Met Hessel Visser Noordhoff Uitgevers,
- 2008. Werken met distributielogistiek. Met M.J. Ploos van Amstel en Walther Ploos van Amstel. Groningen: Noordhoff ( 3e druk, 2008),
- 2013. Basisboek logistiek. Met Hessel Visser (3e druk, 2021) Groningen: Noordhoff.